# Pieter de Jode il Vecchio
Pieter de Jode il Vecchio noto anche come Petrus de Jode il Vecchio o Pieter de Jode I (Anversa, 1570 – Anversa, 9 agosto 1634) è stato un incisore, editore e pittore fiammingo attivo principalmente ad Anversa.
Realizzò diverse incisioni da opere di pittori di primo piano e fu un prolifico disegnatore per gli editori e stampatori di Anversa.

## Biografia
Era figlio del cartografo Gerard de Jode e ricevette dal padre le prime nozioni tecniche del disegno e dell'incisione. Studiò poi con Hendrick Goltzius ad Haarlem. Nei primi anni 1590 fu attivo ad Amsterdam e poi si recò in Italia.

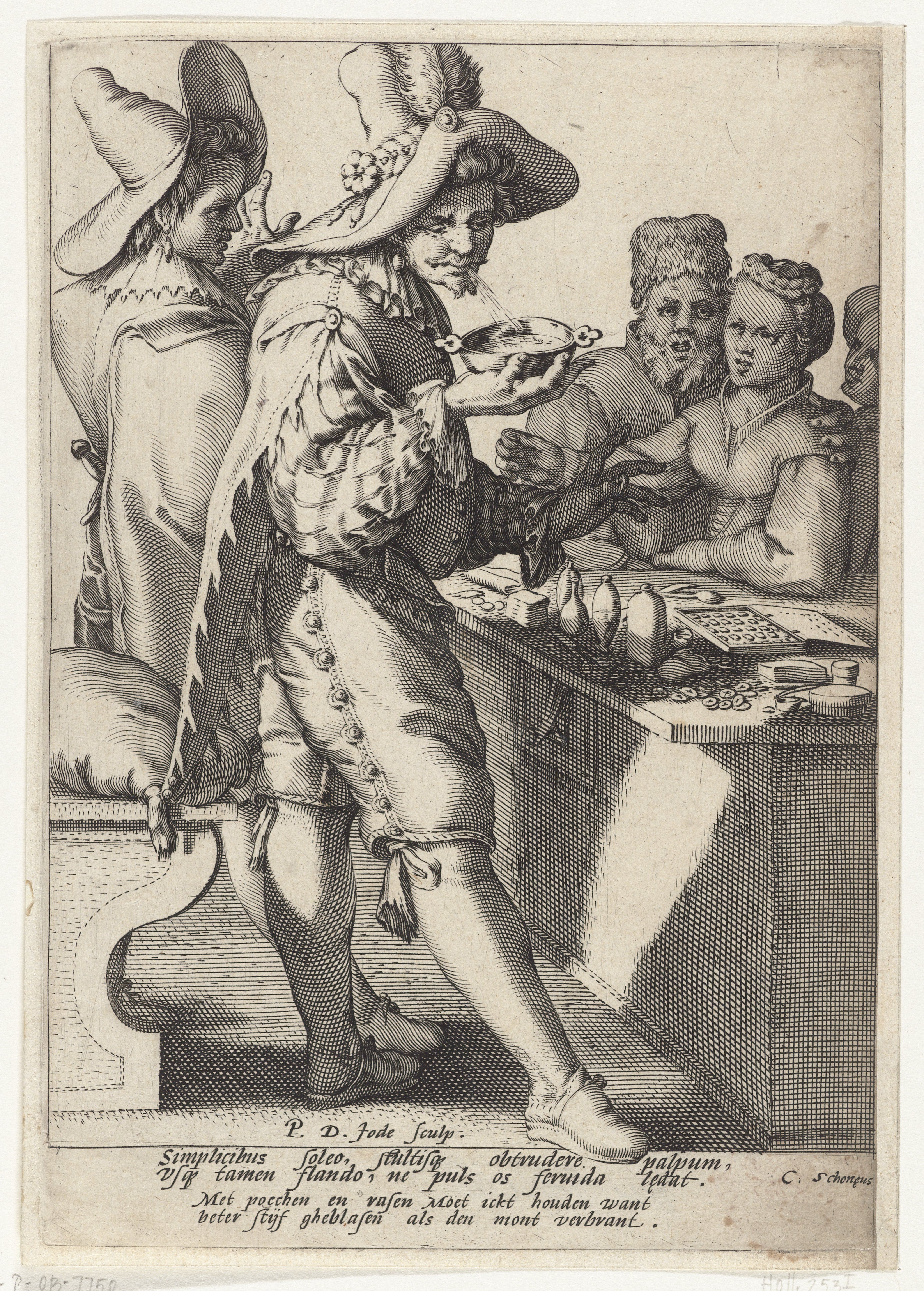
Meglio soffiare forte che far bruciare la bocca, di Pieter de Jode il Vecchio

A Roma, negli anni 1590, realizzò incisioni su opere di Tiziano, Giulio Romano e Jacopo Bassano. Le sue incisioni da dipinti dei grandi maestri italiani divennero la fonte di Karel van Mander. Soggiornò anche a Venezia come documentato da una serie di incisioni da disegni di Maarten de Vos realizzate a Venezia e pubblicate da Crispijn van de Passe.
Ritornò in patria nel 1599 e divenne maestro nella Corporazione di San Luca ad Anversa. Nel 1631 si recò a Parigi.
Ebbe come allievo suo figlio Pieter de Jode il Giovane, Pieter de Bailliu, Johan Caspar Dooms, Pieter Perret e Nicolaes Ryckmans.

## Opere

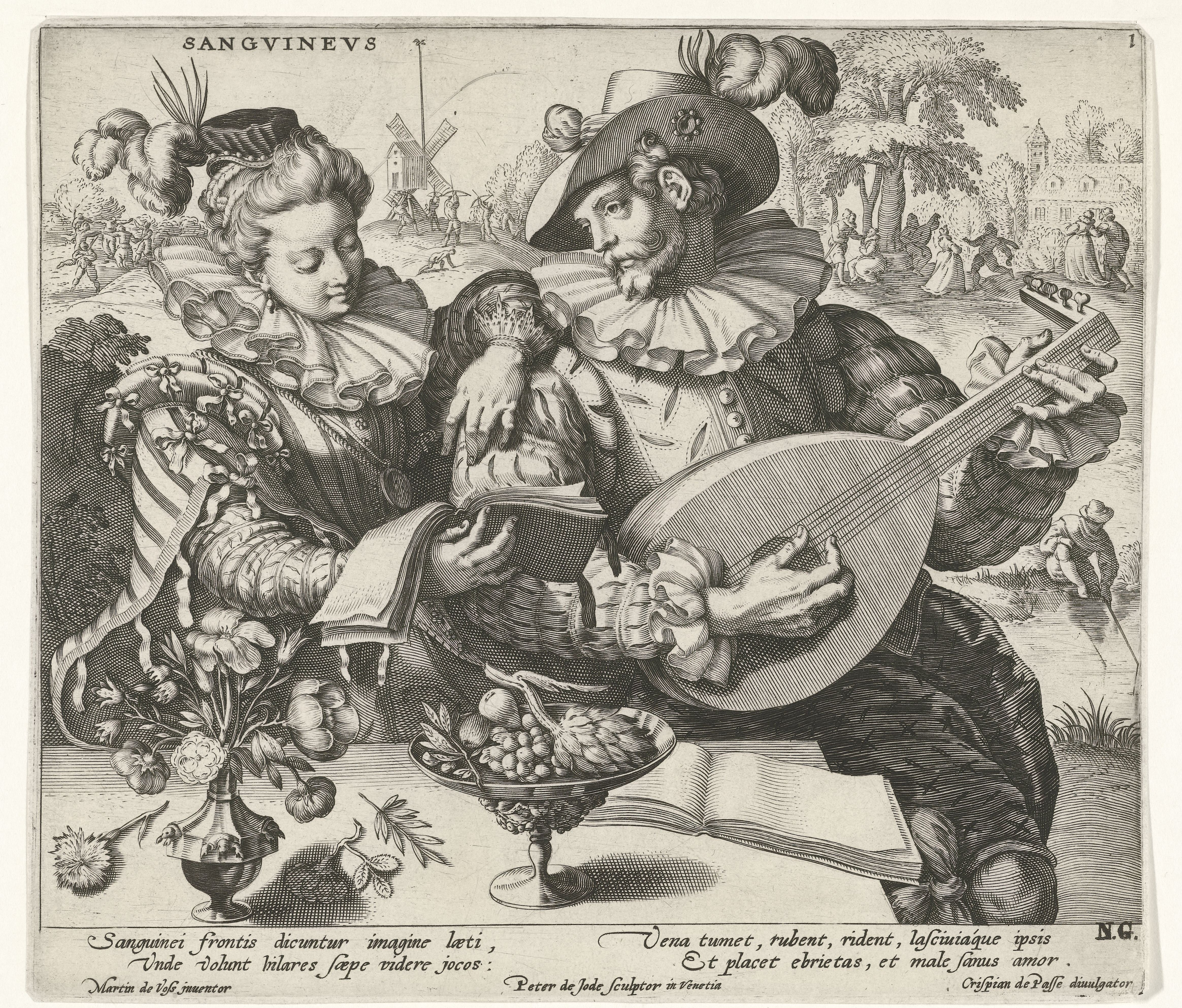
I quattro temperamenti, Sangvinev dd Maarten de Vos

All'inizio realizzò incisioni da opere di Bartholomäus Spranger, mostrando delle influenze del suo maestro Hendrick Goltzius. Questa influenza era evidente nella sua tecnica di incisione energica, disciplinata e tecnicamente sofisticata.
Durante la sua permanenza in Italia incise principalmente da opere di importanti pittori italiani come Tiziano, Jacopo Bassano, Giulio Romano, Annibale Carracci, Francesco Vanni e altri e in questo periodo l'influenza di Goltzius divenne meno pronunciata. Dopo il ritorno ad Anversa realizzò incisioni di dipinti di Sebastian Vrancx, Otto van Veen, Antoon van Dyck e Peter Paul Rubens.
Creò anche disegni originali per i progetti editoriali degli incisori di Anversa.